# Metabiantes perustus
Metabiantes perustus – gatunek kosarza z podrzędu Laniatores i rodziny Biantidae.